# Butastur teesa
Butastur teesa là một loài chim trong họ Accipitridae.

## Hình ảnh

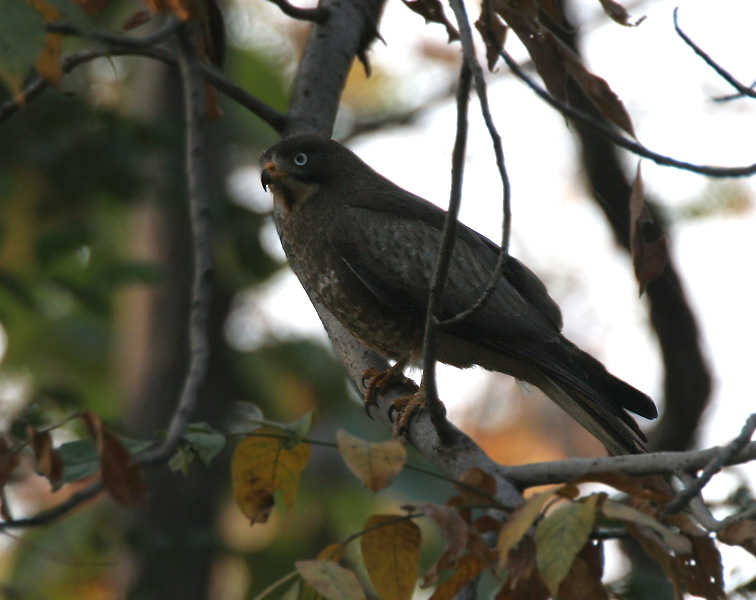
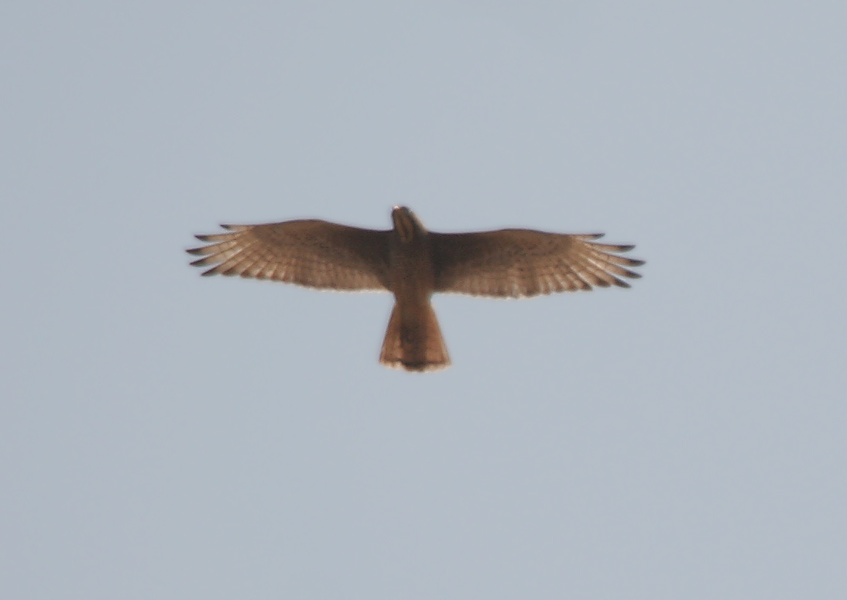
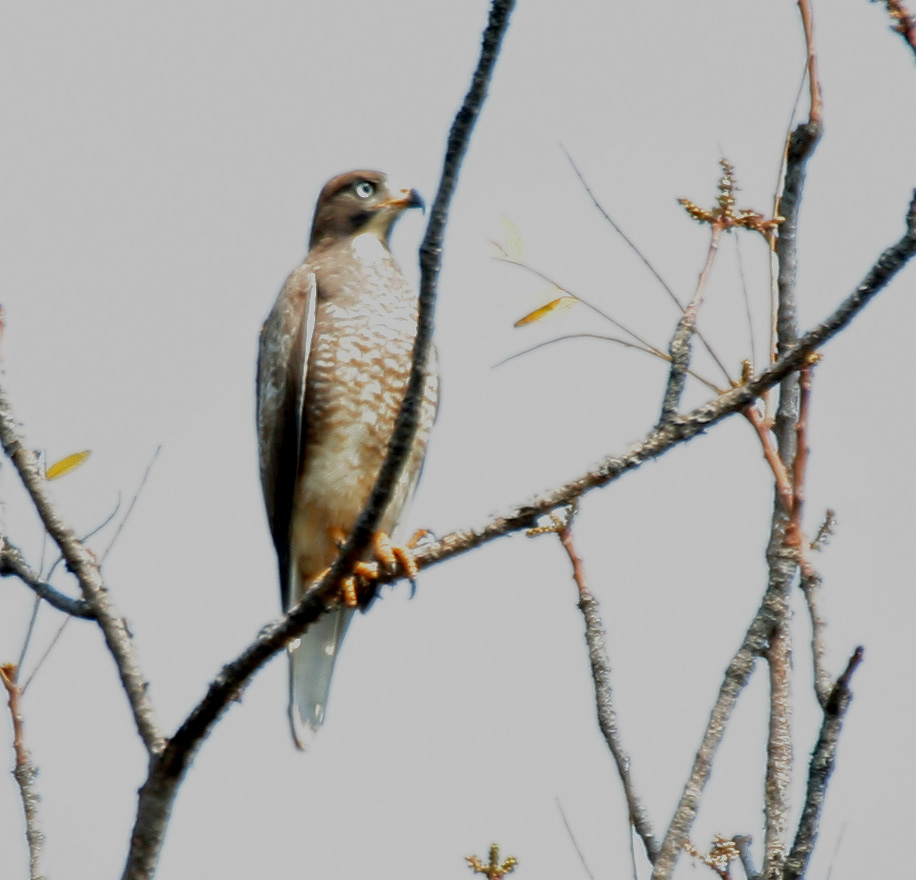
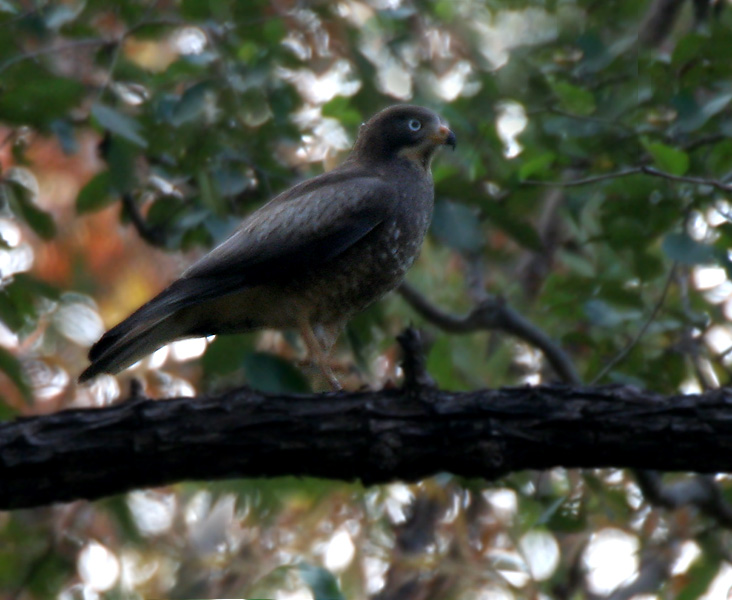